# Freeburg, Illinois
Freeburg là một làng thuộc quận St. Clair, tiểu bang Illinois, Hoa Kỳ. Năm 2010, dân số của làng này là 4354 người.

## Dân số
Dân số qua các năm:
- Năm 2000: 3872 người.
- Năm 2010: 4354 người.